# ウォルター・チャールズ
ウォルター・チャールズ（Walter Charles、本名ウォルター・チャールズ・ジェイコブセン、1945年4月4日 - 2023年8月4日）は、アメリカの俳優、歌手である。
チャールズは、1972 年に『グリース』でブロードウェイデビューを果たした。その後のブロードウェイでの出演作品には、『1600 Pennsylvania Avenue』（1976 年）、『Sweeney Todd: The Demon Barber of Fleet Street』（1979 年）、『Cats』（1982 年）、『La Cage aux Folles 』 （1983 年）、『Me and My Girl』、『アスペクト・オブ・ラブ』（1990年）、『キス・ミー、ケイト』、『シラキュースからの少年たち』（2002年）、『ビッグ・リバー』（2003年）、『ウーマン・イン・ホワイト』 （2005年）、『アップル・ツリー』 （2006年）、 『エニシング・ゴーズ』（2011年）などがある。彼はまた、1994年、マディソンスクエアガーデン劇場でのクリスマスキャロルで 『エベネーザー・スクルージ』の役を発案した。
チャールズは「A Fine Mess」、「Fletch Lives」、「Weeds」、「Prancer」などの映画に出演している。テレビでは、 『キャグニーとレイシー』、『ケイトとアリー』、『ロー&オーダー』、『ロー&オーダー:クリミナル・インテント』に出演している。
チャールズは2023年8月4日に78歳で亡くなった。

## External links
- ウォルター・チャールズ - インターネット・ブロードウェイ・データベース（英語）
- ウォルター・チャールズ - IMDb（英語）
- ウォルター・チャールズ - Internet Off-Broadway Database
- ウォルター・チャールズ - Discogs（英語）